# Jean-Baptiste Dumas (chimiste)
Pour les articles homonymes, voir Jean-Baptiste Dumas et Dumas.
Jean-Baptiste, André, Dumas, né le 16 juillet 1800 (27 messidor an VIII) à Alès et mort le 11 avril 1884 à Cannes,, est un chimiste, pharmacien et homme politique français.

## Biographie
Après avoir été blessé à la tête par le principal de son lycée à la suite d’un chahut de classe, auquel il était étranger, Dumas est parti à pied, le 26 avril 1817, pour Genève où, sitôt arrivé, il s’est inscrit à l’Université, en fréquentant aussi le modeste laboratoire d’un compatriote. À la suite de la publication d’un mémoire sur la physiologie du système nerveux, ayant attiré l'attention, il a été invité à Paris, où il devient assistant de Louis Jacques Thénard à la Faculté des sciences et répétiteur à l'École polytechnique.
Le 18 février 1826, il épouse Hermione Caroline Brongniart (1803-1890), fille de l'ingénieur, minéralogiste, botaniste et zoologue Alexandre Brongniart. Ils ont deux enfants :
- Ernest Dumas (1827-1890), directeur de la Monnaie.
- Marie-Noëlie-Cécile Dumas (1831-1928), qui épouse en 1855 Hervé Mangon.

Travaillant aux côtés de son beau-frère Adolphe Brongniart à la fondation en 1823 des Annales des Sciences Naturelles, il a également donné de nombreux articles au Dictionnaire classique d'Histoire naturelle (1822-1831) de Bory de Saint-Vincent. À partir de 1842, Justus von Liebig le considère comme son rival jusqu'à leur réconciliation en 1850 à l'initiative du chimiste lillois Frédéric Kuhlmann.
Il donne également des cours de chimie à l'Athénée, un centre de conférences sur les sciences et les techniques qui est aussi un lieu de rassemblement de l'opposition libérale au gouvernement (chefs d'entreprise, scientifiques). On y trouve bon nombre de lecteurs du Globe, journal d'opposition d'intellectuels, dont l’homme d’affaires Alphonse Lavallée est actionnaire. Dumas aide Lavallée à fonder en 1829 son projet : l'École centrale des arts et manufactures (École centrale Paris), qui a pour but de former des ingénieurs civils, « médecins des usines et des fabriques ». Il renouvelle ses conseils, à la demande de Napoléon III, auprès de Frédéric Kuhlmann à partir d'octobre 1853 en vue de la fondation de l'École des arts industriels et des mines (École centrale de Lille).
Élu dans la section de chimie de l'Académie des sciences en 1832, Dumas succède ensuite à Thénard à la chaire de chimie de l'École polytechnique en 1835, jusqu'en 1840 où il est remplacé par Théophile-Jules Pelouze.
En 1838, il devient titulaire de la chaire de chimie organique à la Faculté de médecine : il y a pour élève Louis Pasteur, qui restera fortement influencé par son maître. Parallèlement, il devient suppléant de Thénard à la Faculté des sciences pour les cours du 2e semestre de 1832 à 1836, puis pour l'ensemble des cours de 1836 à 1841. Il est fait membre étranger de la Royal Society en 1840. Il devient ensuite titulaire de la chaire de chimie au départ de Thénard et doyen de la Faculté en 1841, succédant à Jean-Baptiste Biot. Il a eu comme élève Ignacy Domeyko.
Elu député du Nord du 13 mai 1849 au 2 décembre 1851, il est ministre de l'Agriculture et du Commerce, de 1850 à 1851, dans le gouvernement de Louis-Napoléon Bonaparte, et devient sénateur lors du sacre de l'Empereur.
Il est nommé, le 9 mars 1853, inspecteur général de l'enseignement supérieur pour les sciences, charge qu'il occupe jusqu'en 1868, année où il est remplacé par Antoine-Jérôme Balard. Il est à ce titre membre du conseil impérial de l'instruction publique, dont il occupe la vice présidence jusqu'en 1864, où il est remplacé par Ernest de Royer. Il est ensuite vice-président du Conseil supérieur de perfectionnement pour l'enseignement supérieur spécial.
Il est le père de l'homme politique Ernest Charles Jean-Baptiste Dumas et le grand-père du général de division français Noël Jean-Baptiste Henri Alphonse Dumas.
Mort d’un refroidissement, il est inhumé au cimetière du Montparnasse.

## Contributions scientifiques
Alors qu’il était encore apprenti en pharmacie, il a mis en évidence, en 1824, en collaboration avec le médecin suisse Jean-Louis Prevost, le rôle fécondant des spermatozoïdes.
Il formula les principes fondamentaux de la chimie générale, mesura de nombreuses densités de vapeur, détermina de façon précise la composition de l'air, de l'eau et du dioxyde de carbone (anciennement gaz carbonique).
Travaillant notamment sur la chimie organique, il découvrit les amines et l'anthracène. Il établit la théorie des substitutions, en démontrant la possibilité de substituer l'hydrogène par du chlore dans les composés organiques. Il définit la fonction alcool et donna la composition des éthers. Il s'intéressa également à la détermination de la masse atomique de nombreux éléments. Avec le chimiste belge Jean Servais Stas, qui fût un de ses élèves, il est le co-découvreur de la masse atomique du carbone.
L’un des premiers à étudier la composition chimique du lait, il tenta, au cours du siège de Paris, de fabriquer un substitut au lait qui venait à manquer, mais ce fut un échec, car son produit ne contenait que des macronutriments,, et non la vitamine A essentielle.

## Principales publications
- Traité de chimie appliquée aux arts, Béchet jeune (Paris), 1828-1846, en 8 volumes :

1. Tome 1, lire en ligne sur Gallica
2. Tome 2, lire en ligne sur Gallica
3. Tome 3, lire en ligne sur Gallica
4. Tome 4, lire en ligne sur Gallica
5. Tome 5, lire en ligne sur Gallica
6. Tome 6, lire en ligne sur Gallica

- Dissertation sur la densité de la vapeur de quelques corps simples, Paris, Thuau, 1832 (lire en ligne).
- Mémoire sur les substances végétales qui se rapprochent du camphre et sur quelques huiles essentielles, Paris, Thuau, 1832 (lire en ligne).
- Essai de statique chimique des êtres organisés, leçon professée par M. J. Dumas le 20 août 1841, pour la clôture de son cours à l'École de médecine. Deuxième édition, augmentée de documents numériques, Paris, Fortin, Masson et Cie, 1842 (https://catalogue.bnf.fr/ark:/12148/cb303738604)
- Précis de l'art de la teinture, Béchet jeune (Paris), 1846, lire en ligne sur Gallica.
- Traité de chimie appliquée aux arts. Partie organique., Félix Oudart (Liège), 1847. Textes en ligne disponibles sur LillOnum : Atlas, tome 1, tome 2, tome 3, tome 4
- Traité de chimie appliquée aux arts. Partie inorganique., Félix Oudart (Liège), 1848. Textes en ligne disponibles sur LillOnum : Atlas, tome 2, tome 3, tome 4
- Mémoire sur les équivalents des corps simples, Mallet-Bachelier (Paris), 1859, lire en ligne sur Gallica.
- Éloge de M. M. Alexandre Brongniart et Adolphe Brongniart... : lu dans la séance publique annuelle de l'Académie des Sciences du 23 avril 1877, 1877 (lire en ligne).
- Leçons sur la philosophie chimique [professées au Collège de France, recueillies par M. Bineau], Gauthier-Villars (Paris), 1878, lire en ligne sur Gallica.

## Fonctions, titres et distinctions
Académies et sociétés savantes

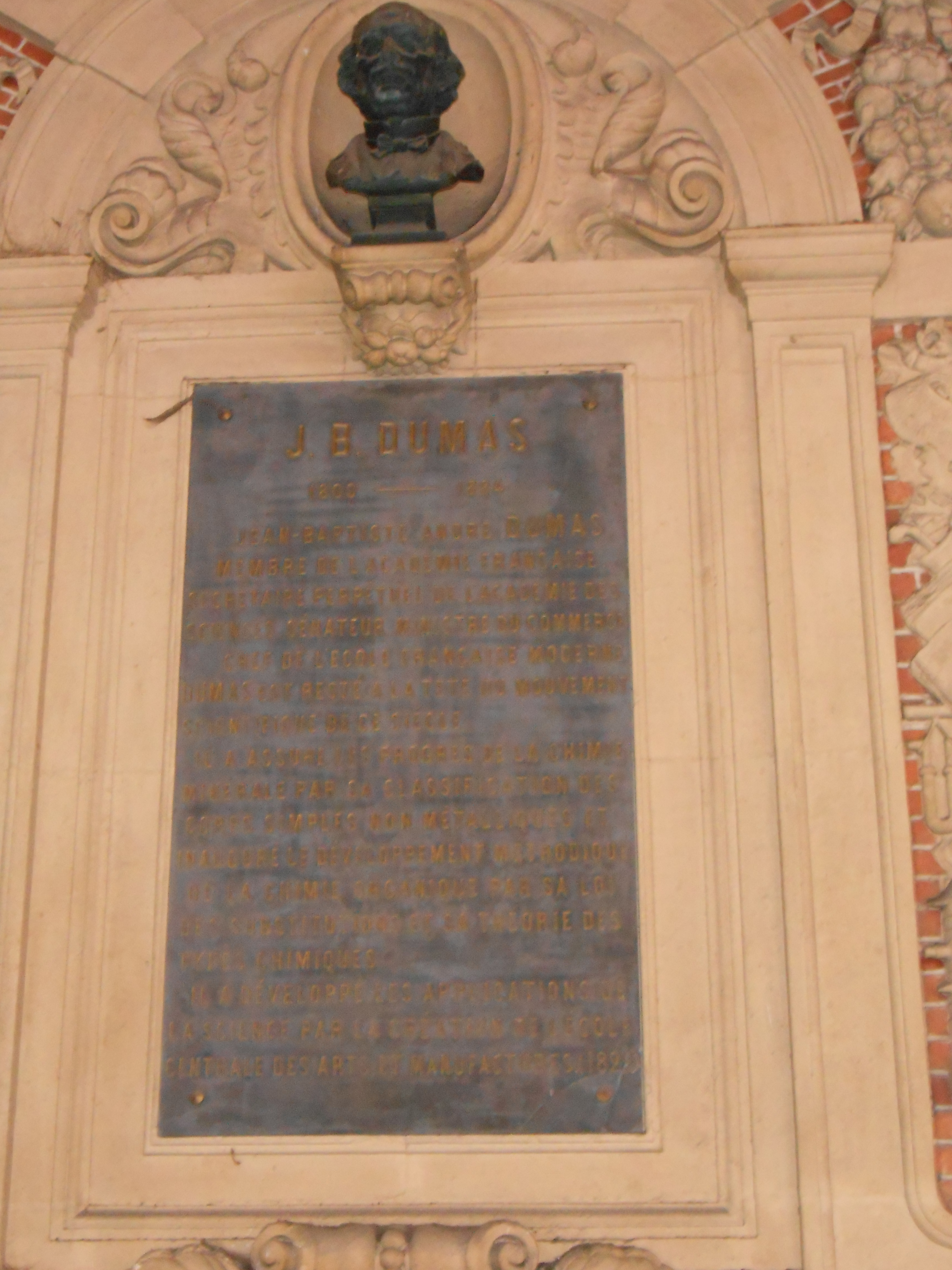
Buste de Jean-Baptiste Dumas à la Vieille Bourse de Lille (1853).

- Membre de l'Académie des sciences (1832), dont il est secrétaire perpétuel pour les sciences physiques de 1868 à sa mort 1884
- Membre de l'Académie de médecine (1843)
- Président de l'Académie des sciences (1843)
- Membre de la Société internationale des études pratiques d'économie sociale
- Président de la Société d'encouragement pour l'industrie nationale de 1845 à 1864
- Membre de la Société ethnologique de Paris (1846)[11]
- Faraday Lectureship de la Royal Society of Chemistry (1869)
- Membre de l'Académie française (1875)

Mandats électifs et fonctions ministérielles
- Député du Nord (1849)
- Sénateur
- Ministre de l'Agriculture et du Commerce (1850-1851)

Autres fonctions
- Membre du conseil municipal de Paris
- Vice-président du conseil municipal de Paris
- Vice-président du Conseil supérieur de l'Instruction publique (1861-1863)
- Président de la Commission Supérieure du Phylloxéra (1871-1885)[12]

Décorations
- Grand-croix de la Légion d'honneur (14 aout 1863)
- Médaille Copley en 1843
- Pour le Mérite

## Hommages
- Son nom est inscrit sur la Liste des soixante-douze noms de savants inscrits sur la tour Eiffel.
- Le principal lycée d'Alès porte aujourd'hui son nom.
- Le collège de Salindres porte également son nom.
- Une voie parisienne dans le 17e arrondissement porte son nom.